# Ricardo Rio
Ricardo Bruno Antunes Machado Rio (Braga, 21 de novembro de 1972 (52 anos)) é um economista e político português, atual presidente da Câmara de Braga.

## Actividade como político
Em 2001 foi eleito deputado na Assembleia Municipal de Braga, presidente da Comissão Política do Partido Social Democrata de Braga em 2002, vice-presidente da Comissão Política Distrital de Braga do PSD em 2004.
Foi candidato à Presidência da Câmara municipal de Braga em 2013, pelo movimento Juntos por Braga constituído pelos partidos PPD/PSD, CDS-PP e PPM, tendo sido eleito Presidente da Câmara Municipal de Braga em 2013.
Em abril de 2017 o PSD aprovou por unanimidade e aclamação a recandidatura de Ricardo Rio, às eleições autárquicas de 1 de outubro de 2017 que venceu com maioria absoluta.
Rio definiu como prioridades para o segundo mandato dar continuidade às políticas que pôs em prática, apontando como "áreas nucleares" a componente cultural, dinamização económica, mobilidade, reabilitação urbana e conservação do património. Além destas áreas, o autarca definiu ainda como prioridades "o caso da criação de espaços verdes qualificados, de maior dimensão, soluções de trânsito em pontos nevrálgicos da cidade e melhoria da organização e inovação tecnológica dos serviços municipais".

## Actividade como economista
Ricardo Rio é licenciado com mestrado em economia pela Faculdade de Economia da Universidade do Porto.
No período de 2002/2003, foi Director do Instituto Mercado de Capitais da Euronext Lisboa. É Assessor do Conselho de Administração da Casa da Música no Porto.